# Alconeura lyraforma
Alconeura lyraforma är en insektsart som beskrevs av Ruppel 1966. Alconeura lyraforma ingår i släktet Alconeura och familjen dvärgstritar.
Artens utbredningsområde är Colombia. Inga underarter finns listade i Catalogue of Life.